# Нечитайло, Даниил Иванович
Даниил Иванович Нечитайло (19 апреля 1902 год, Богодухов, Харьковская губерния — дата и место смерти не известны) — директор совхоза «Дальний» Есильского района Акмолинской области, Казахская ССР. Герой Социалистического Труда (1957).

## Биография
Родился в 1902 году в городе Богодухов Харьковской губернии.
С 1920 года работал помощником делопроизводителя в уездном земельном отделе.
В 1923 году окончил Одноробовское сельскохозяйственное училище, получив специальность «агроном-полевод». С 1930 года обучался на Высших курсах агрононов-организаторов в Ленинграде.
С 1931 года — старший агроном в мясосовхозе «Мын булак» в Казахстане, старший агроном в различных сельскохозяйственных предприятиях Донецкой, Харьковский и Ворошиловградской областях и Башкирской АССР.
В 1933 году окончил заочное отделение агро-педагогического института.
В марте 1947 года назначен директором совхоза «Ингульский» Кировоградской области и с марта 1954 года — директор совхоза «Дальний» Есильского района Акмолинской области.
Будучи директором совхоза «Дальний» вывел это предприятие в число передовых сельскохозяйственных предприятий Акмолинской области. В течение 5-й пятилетки совхоз собирал в среднем по 12,3 центнеров зерновых с каждого гектара. За годы этой пятилетки совхоз сдал государству 7 миллионов триста тысяч пудов зерна. Указом Президиума Верховного Совета СССР от 11 января 1957 года за особо выдающиеся успехи, достигнутые в работе по освоению целинных и залежных земель, и получение высокого урожая удостоен звания Героя Социалистического Труда с вручением ордена Ленина и золотой медали «Серп и Молот».

## Награды
- Герой Социалистического Труда — указом Президиума Верховного Совета СССР от 11 января 1957 года
- Орден Ленина